# Otto Engelhardt (Ingenieur)
Otto Engelhardt (* 7. August 1866 in Braunschweig; † 14. September 1936 in Sevilla) war ein deutsch-spanischer Ingenieur, Diplomat und Mäzen, der als Hitlergegner und Pazifist in Erscheinung trat und nach Ausbruch des Spanischen Bürgerkriegs von aufständischen Milizen des Generals Gonzalo Queipo de Llano ermordet wurde.

## Leben und Werk
Otto wurde als Sohn des Braunschweiger Bürgers und Hofspiegelfabrikanten Elias Julius Friedrich Engelhardt und dessen Ehefrau Anna Louise, geb. Otto geboren und in der Brüdernkirche getauft. Die Unterlagen befinden sich heute im Stadtarchiv Braunschweig. Später arbeitete er in Berlin als Ingenieur bei der AEG und wurde 1894, nach einer Besichtigung des Unternehmens durch Vertreter der Elektrizitätsgesellschaft Compañía Sevillana de Electricidad, zu deren Direktor ernannt und ließ sich in der Folge in Sevilla nieder.
Er leitete unter anderem die Straßenbahngesellschaft Compañía de Tranvías de Sevilla und gründete das pharmazeutische Unternehmen Sanavida in San Juan de Aznalfarache. Engelhardt galt in Sevilla als prominenter Mann, der mehrfach für seine Beiträge zur Verbesserung der örtlichen Infrastruktur sowie für Projekte zur Modernisierung der Stadt geehrt wurde. 1903 wurde Engelhardt zum Ehrenkonsul von Sevilla ernannt, ein Amt, das er bis 1919 innehatte. Für seine Aktionen zugunsten seiner neuen Heimat wurde Engelhardt mehrfach ausgezeichnet. Da er neben seinen täglichen Aufgaben zusätzlich noch Gelder sammelte, um während des Rifkrieges Verwundeten helfen zu können, verlieh ihm der spanische König Alfons XIII. das Großkreuz des Ordens de Isabel la Católica.
Während des Ersten Weltkrieges gelang es Engelhardt, den Sabotageversuch eines Offiziers der deutschen Kaiserlichen Marine im Hafen von Sevilla gegen spanische Schmugglerschiffe zu vereiteln. Bei einem Gelingen wäre die spanische Neutralität gefährdet gewesen. Engelhardt war zudem Vizepräsidenten der pazifistischen Initiative Pro Sevilla, Ciudad de la Contraguerra, deren Hauptziel es war, einen neuen Krieg zu verhindern.

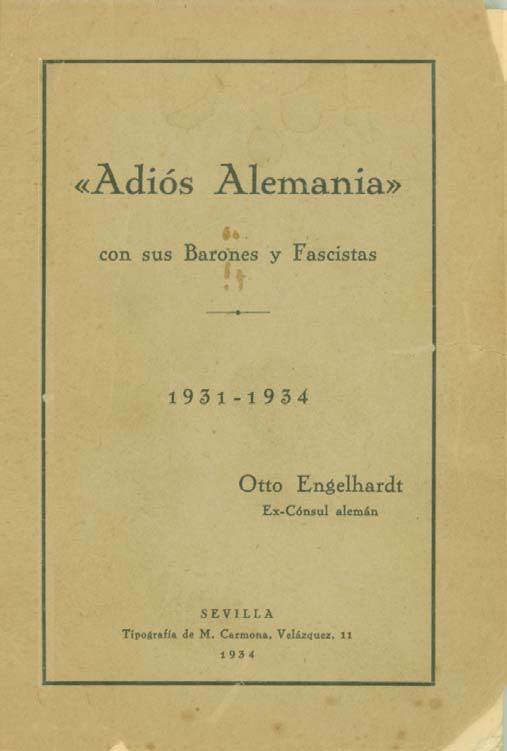
Adiós Alemania, con sus Barones y sus Fascistas 1931–1934 (Lebe wohl Deutschland mit seinen Baronen und seinen Faschisten), Veröffentlichung Engelhardts von 1934.

Nach der „Machtergreifung“ der Nationalsozialisten in Deutschland, gab Engelhardt alle erhaltenen deutschen Auszeichnungen zurück und verzichtete auf die deutsche Staatsbürgerschaft. Gleichzeitig gewährte ihm die spanische Regierung die spanische Staatsbürgerschaft. In der sevillanischen Zeitung El Liberal sowie in deutschen Publikationen trat er, wenn es die Zensur zuließ, äußerst kritisch gegenüber den Nationalsozialisten auf. So half er ab 1933 vom Regime verfolgten Deutschen aus Deutschland zu fliehen. Im August 1934 sandte Engelhardt ein Telegramm an Adolf Hitler, indem er die Schließung der nationalsozialistischen Konzentrationslager „befahl“. Engelhardt wurde vom deutschen Konsulat und der deutschen Botschaft in Madrid observiert. Berichte seiner Aktivitäten wurden nach Berlin geleitet. Die deutschen Behörden setzten die Zeitung El Liberal unter Druck, um das Erscheinen seiner Artikel zu verhindern. Engelhardt bezeichnete sich immer als Pazifist und Republikaner und unterstützte weiterhin vor dem Naziregime Geflohene.

## Tod und postume Ehrungen
Otto Engelhardt hatte sich Anfang September 1936 wegen einer Venenentzündung in einem Krankenhaus in Sevilla befunden. Bei seiner Entlassung am 12. September wurde er von Milizen des Generals Gonzalo Queipo de Llano entführt, der seit der Eroberung der Stadt in der Schlacht um Sevilla vom 18. bis 22. Juli ein Schreckensregiment errichtet hatte, dem zwischen Juli 1936 und Februar 1937 viele Tausende Menschen zum Opfer fielen. Am 14. September 1936 wurde er wie die meisten Gefangenen ohne Gerichtsverfahren hingerichtet. Bald nach seinem Tod geriet Engelhardt in Vergessenheit. Erst in den 1960er Jahren wurde eine Gedenktafel in Sevilla angebracht, die auf ungeklärte Weise wieder verschwand.
Da Engelhardt eine wichtige Persönlichkeit Sevillas im 20. Jahrhundert ist, entstand der spanische Dokumentarfilm Descubriendo Otto. El cónsul que desafió a Hitler (Otto entdecken: Der Konsul, der Hitler herausforderte), der 2009 uraufgeführt wurde. Im Oktober 2018 schließlich wurde in einem der Innenhöfe des Parlaments von Andalusien in Sevilla eine Replik der verschwundenen Gedenktafel für Otto Ehrenhardt enthüllt. Bei der Zeremonie anwesend waren Parlamentspräsident Juan Pablo Durán, Juan Espadas, Bürgermeister von Sevilla, der deutsche Konsul in Andalusien sowie Verwandte Otto Engelhardts.
Das Haus, in dem er viele Jahre gelebt hatte, steht noch. Es befindet sich in San Juan de Aznalfarache und ist bekannt als Villa Chaboya. Obwohl es sich um ein denkmalgeschütztes Gebäude handelt, ist es durch langjährige Vernachlässigung heute dem Verfall preisgegeben.